# Korsfästelsen (målning av Cranach)
Korsfästelsen eller Kristi korsfästelse är en serie konstverk av den tyske renässanskonstnären Lucas Cranach den äldre. Cranach och hans verkstad utförde otaliga tryckta och målade bilder med detta motiv och det är i många fall svårt att fastställa i vilken utsträckning Cranach själv har varit delaktig i processen.     

## Beskrivning
Cranach serie av konstverk skildrar Kristi korsfästelse såsom det beskrivs av evangelisterna i Nya testamentet. På korset återfinns inskriptionen "INRI" vilket är en latinsk akronym för "Jesus från Nasaret, judarnas konung". Antalet avbildade personer varierar från enbart den korsfäste Jesus (Dublinversionen) till en folksamling (till exempel Köpenhamnsversionen). I den senare skildras det persongalleri som återges i evangelisternas beskrivning av korsfästelsen på avrättningsplatsen på berget Golgata. På varsin sida om Jesus korsfästs två rövare som i det apokryfa Nikodemusevangeliet namnges som Gestas och Dismas. Den förre är den obotfärdige och avbildas ful och med frånvänt huvud, medan den botfärdige Dismas erkänner Jesus gudomlighet och avbildas med mer ädla ansiktsdrag (till exempel i Wienmålningen). Jungfru Maria och aposteln Johannes avbildas tillsammans; den senare känns igen på sitt långa hår och pojkaktiga utseende och Maria skildras förtvivlad och svimfärdig. Den likaledes förtvivlade Maria från Magdala syns vanligen knäböjande vid korsets fot. De andra sörjande identifieras i evangelierna som Nikodemos, Josef från Arimataia, den andra Maria och Salome. 
Alla i folkhopen är dock inte välvilliga. Evangelisterna återger att överstepräster, rådsherrar och skriftlärda smädade Jesus och soldaterna delade upp hans kläder genom att kasta lott om dem. I Indianapolisversionen skildras dessa tärningskastande soldater i förgrunden till höger. 
I de senare versionerna (till exempel Washingtonversionen) får den romerske soldaten Longinus en framträdande plats, även om han utseende och rustning snarast påminner om en tysk adelsman från 1500-talet. Den brittiska konsthistorikern Wendy Beckett beskriver honom som ”tysk ända ut i fingerspetsarna med sin gräsliga, fjäderprydda hatt och dekorerade rustning, förefaller malplacerad nedanför korset.” 
De två äldsta korsfästelsetavlorna (Kunsthistorisches Museum och Alte Pinakothek) målades när Cranach var ung och bosatt i Wien. De tillhör de tidigast kända verken av Cranach. Omkring 1505 flyttade han till Wittenberg där han från 1508 var hovmålare hos kurfursten Fredrik den vise och dennes efterträdare. Han var nära vän till och anhängare av Martin Luther som också var aktiv i Wittenberg. Cranach målade flera Porträtt av Martin Luther. Hans protestantiska tro framkommer också i citaten på tyska från Luthers bibelöversättning i till exempel Washingtonversionen. I övrigt kan hans motivval dock inte sägas vara påverkad av sin lutherska tro. Han målade mytologiska och bibliska motiv, helgonbilder samt utförde många porträtt – även av religiösa motståndare såsom porträtten av den katolske kardinalen Albrecht av Brandenburg. Kardinalen avbildas också i den yngsta av de tre Korsfästelse-tavlorna i München (daterad cirka 1520–1525).

## Bilder
| Bild | Titel                                                              | År              | Teknik                 | Format (cm)   | Samling                                      |
| ---- | ------------------------------------------------------------------ | --------------- | ---------------------- | ------------- | -------------------------------------------- |
|      | Kreuzigung Christi                                                 | cirka 1500–1501 | olja på lindpannå      | 58,5 × 45     | Kunsthistorisches Museum, Wien               |
|      | Klage unter dem Kreuz                                              | 1503            | olja på granpannå      | 138 x 99,3    | Alte Pinakothek, München                     |
|      | La Crucifixion                                                     | cirka 1515      | olja på lindpannå      | 62 x 40       | Musée Unterlinden, Colmar                    |
|      | Korsfæstelsen                                                      | cirka 1506–1520 | olja på träpannå       | 67 x 46,5     | Statens Museum for Kunst, Köpenhamn          |
|      | Kreuzigung Christi                                                 | cirka 1508–1520 | målarfärg på lindpannå | 42,4 x 28,3   | Städelsches Kunstinstitut, Frankfurt         |
|      | Christus am Kreuz zwischen den beiden Schächern                    | cirka 1515–1520 | olja på bokpannå       | 52,5 x 30     | Alte Pinakothek, München                     |
|      | Kristi korsfästelse med helgon                                     | cirka 1523      | olja på träpannå       | 220 x 118,5   | Johanniskirche, Dessau                       |
|      | Kardinal Albrecht von Brandenburg vor dem Gekreuzigten             | cirka 1520–1525 | olja på granpannå      | 158,4 x 112,4 | Alte Pinakothek, München                     |
|      | Kristus på korset mellan två förbrytare                            | 1525            | olja på träpannå       | 50,5 × 34     | Pusjkinmuseet, Moskva                        |
|      | Crucifixion                                                        | 1532            | olja på bokpannå       | 76,2 x 54,6   | Indianapolis Museum of Art                   |
|      | The Crucifixion with the Converted Centurion                       | 1536            | olja på pannå          | 50,8 x 34,6   | National Gallery of Art, Washington          |
|      | The Crucifixion                                                    | 1538            | olja på pannå          | 119,4 × 82,5  | Art Institute of Chicago                     |
|      | The Crucifixion with the Converted Centurion                       | 1538            | olja på pannå          | 61,6 × 42,2   | Yale University Art Gallery, New Haven       |
|      | Atrás Calvario                                                     | 1538            | olja på pannå          | 86 x 56       | Museo de Bellas Artes, Sevilla               |
|      | Der gute Hauptmann unter dem Kreuz Christi                         | 1539            | olja på pannå          | 51,5 x 34     | Staatsgalerie, Aschaffenburg                 |
|      | Altartavla med Kristi korsfästelse (attribueras Cranachs verkstad) | 1530-talet      | olja på träpannå       | 149 x 95      | Kreuzkirche, Hannover                        |
|      | Christ on the Cross (attribueras Cranachs verkstad)                | 1540            | olja på ekpannå        | 22,5 x 16,8   | National Gallery of Ireland, Dublin          |
|      | Crucifixión de Cristo (attribuering omtvistad)                     | utan årtal      | olja på pannå          | 85,5 x 62     | Museo Nacional de Bellas Artes, Buenos Aires |